# Kanelura

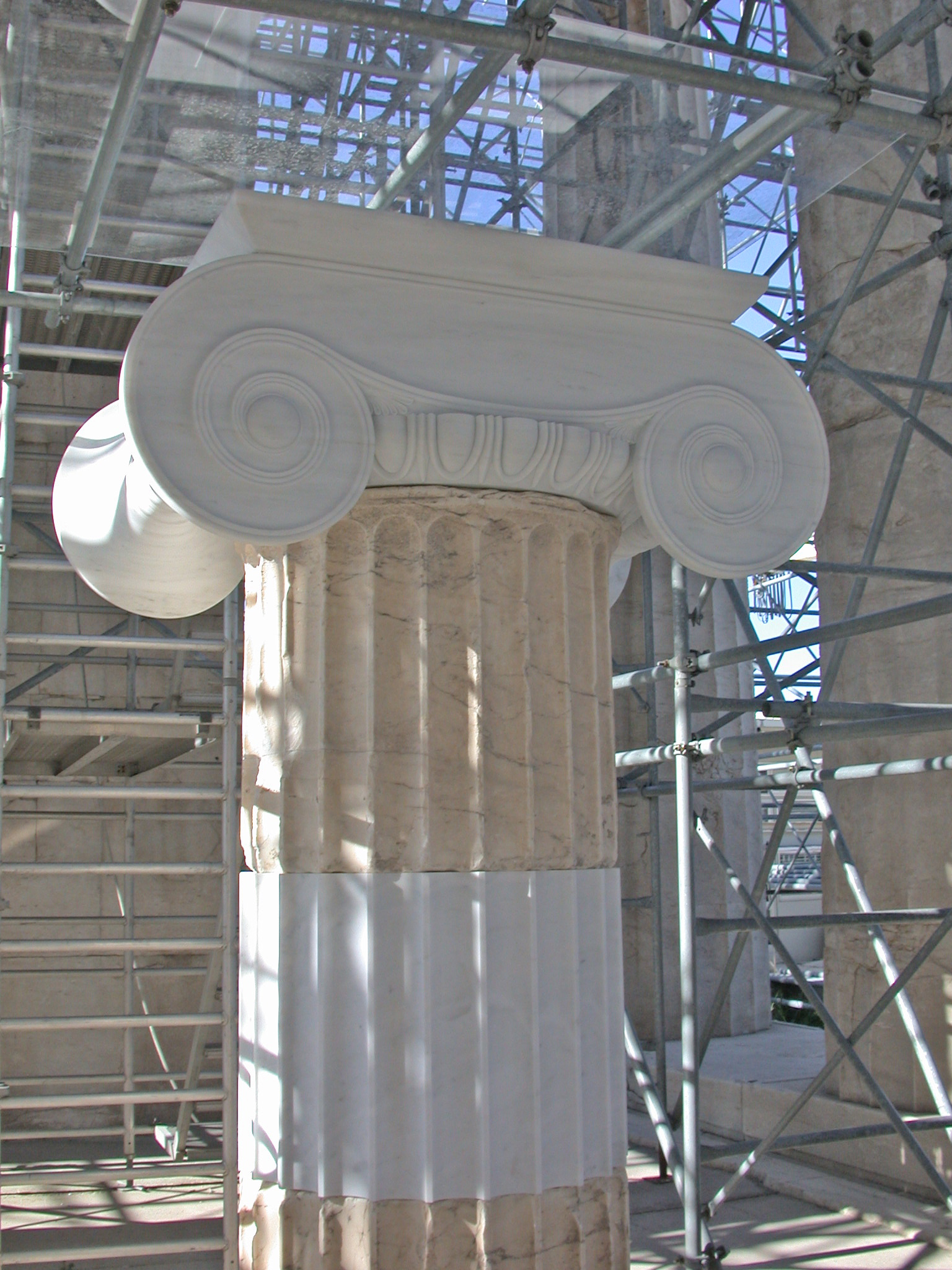
část kanelovaného dříku a hlavice jónského sloupu

Kanelura (z latinského canalis – žlab) je označení pro jednotlivý svislý žlábek dříku sloupu či pilastru.
Sloup či pilastr pokrytý kanelurami je označován jako kanelovaný sloup nebo kanelovaný pilastr. Kanelování sloupů se objevuje v egyptské starověké a v perské architektuře. Nejhojnější je ovšem užití kanelur v klasické řádové architektuře, kde jsou kanelurami pokryty dříky sloupů velmi často, a především v antickém Řecku a Římě prakticky vždy.
Kanelury dórských sloupů jsou poměrně ploché, je jich 16–22 a stýkají se v ostrých hrankách. Kanelury jónských sloupů bývají hlubší, je jich 20–24 a leží mezi nimi svislý pásek, tzv. stezka. Shodně jsou řešeny i kanelury korintských sloupů, kde bývají, především v římské architektuře, do spodních částí kanelur vsunuty navíc ještě oblé pruty, tzv. hůlky či píšťaly.

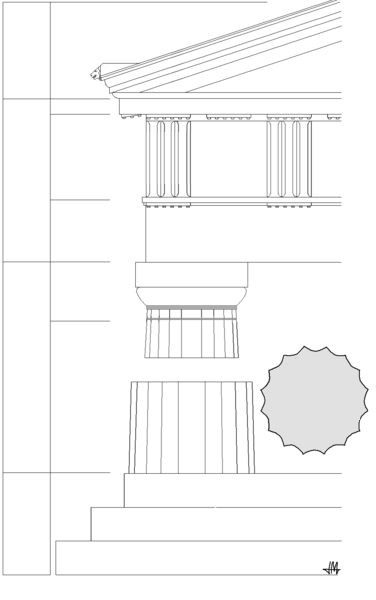
Dórská kanelura
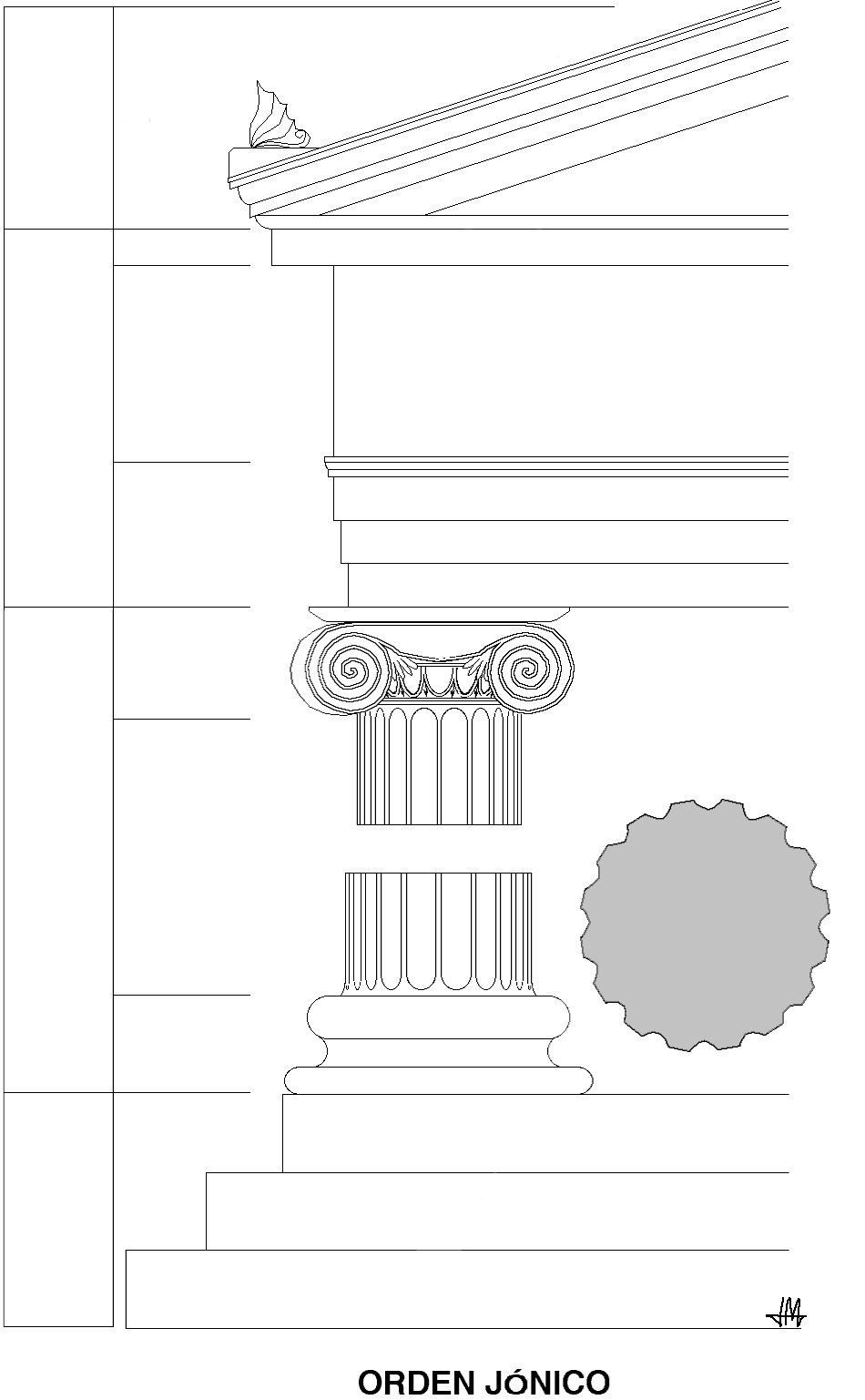
Iónská kanelura
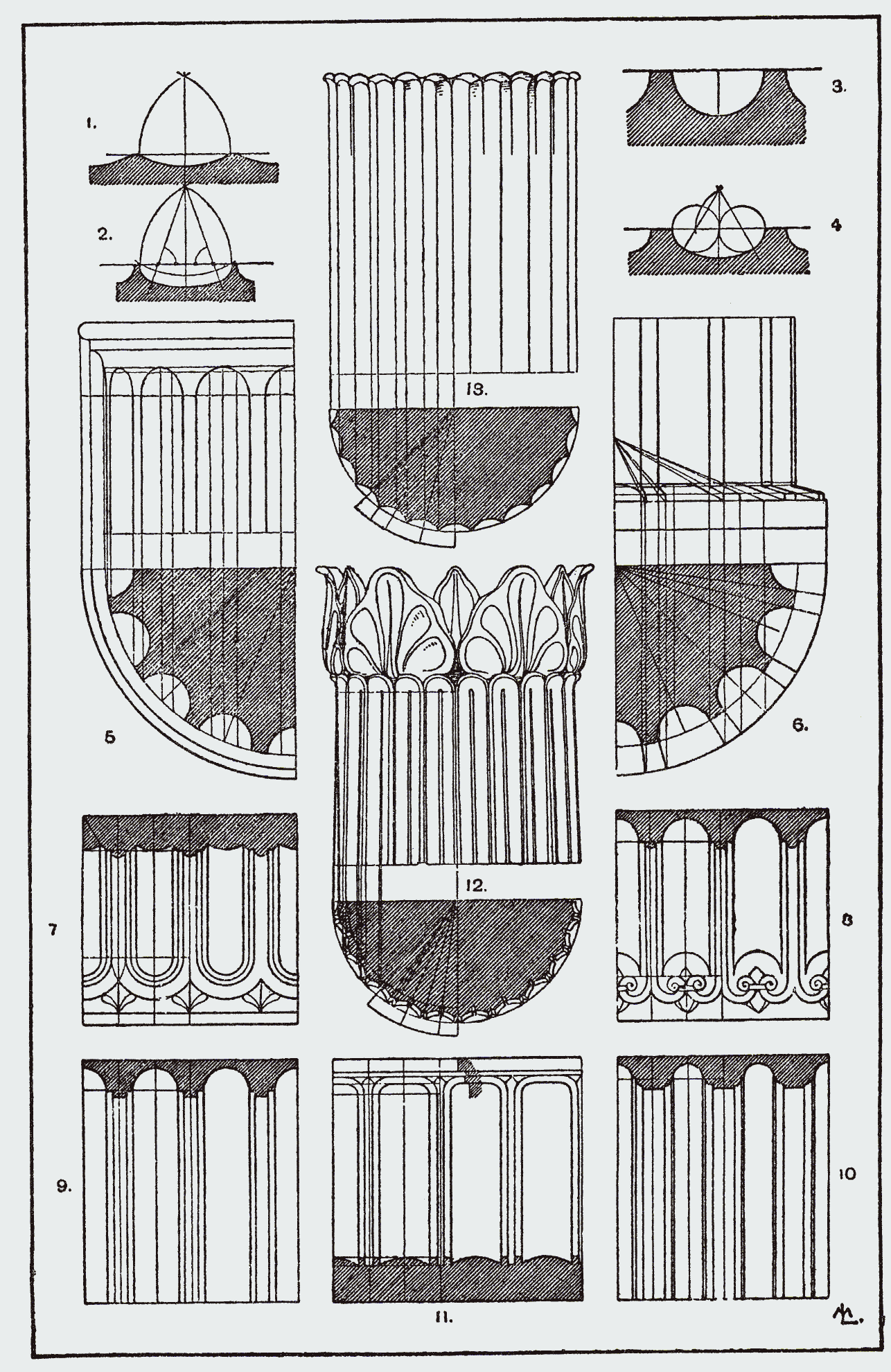
Různé profily kanelury
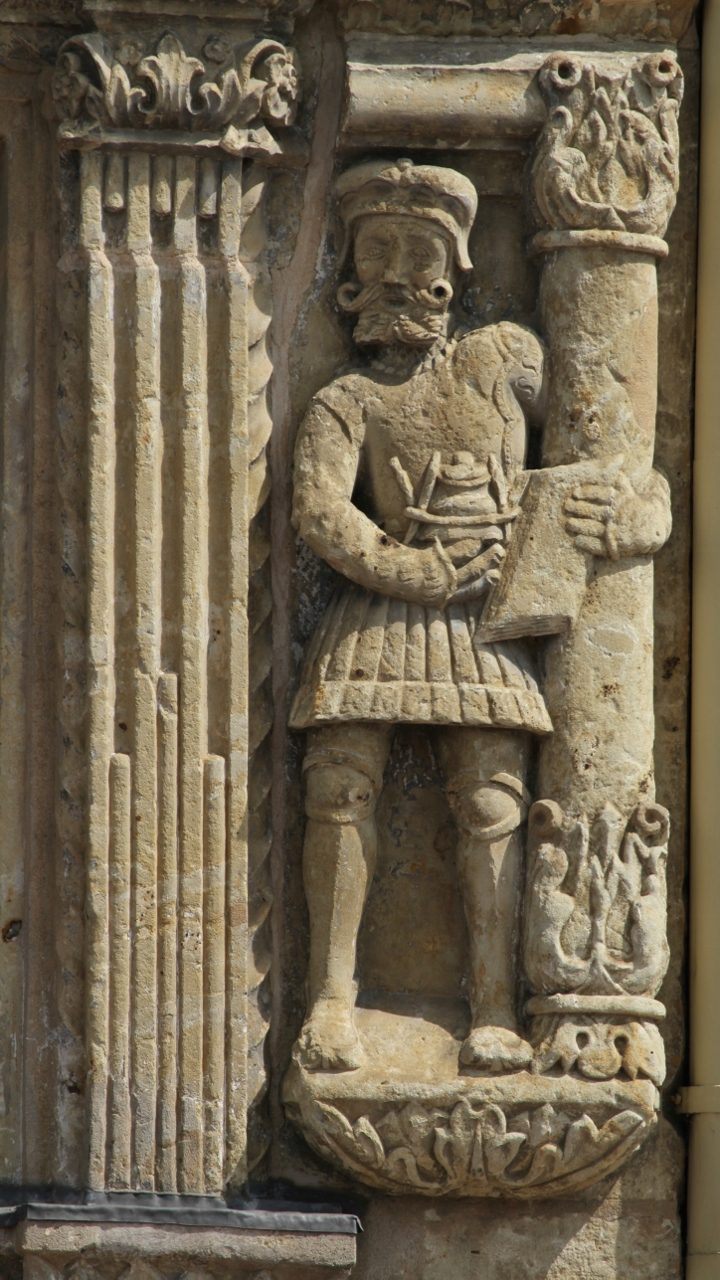
Hůlky (píšťaly) vložené do žlábků pilastru (dům U Rytířů)